# 皮山县挟持人质事件
皮山县挟持人质事件，是在2011年12月28日晚，中华人民共和国新疆维吾尔自治区皮山县，15名極端分子試圖越过边境进入巴基斯坦參加“圣战训练”途中，挟持两名牧羊人为他们指路。遭遇五名警察攔截後挟持牧羊人进行谈判，并用刀袭击警察，一名维吾尔族警察英勇殉职。1人受傷。警方打死7人，打伤并抓获4人，成功解救两名牧羊人。新疆政府称挟持者为“暴力恐怖分子”，中国官方认定此事件为“恐怖活动”，而一个维吾尔流亡团体声称挟持者的行为是“警察镇压”所致。

## 背景

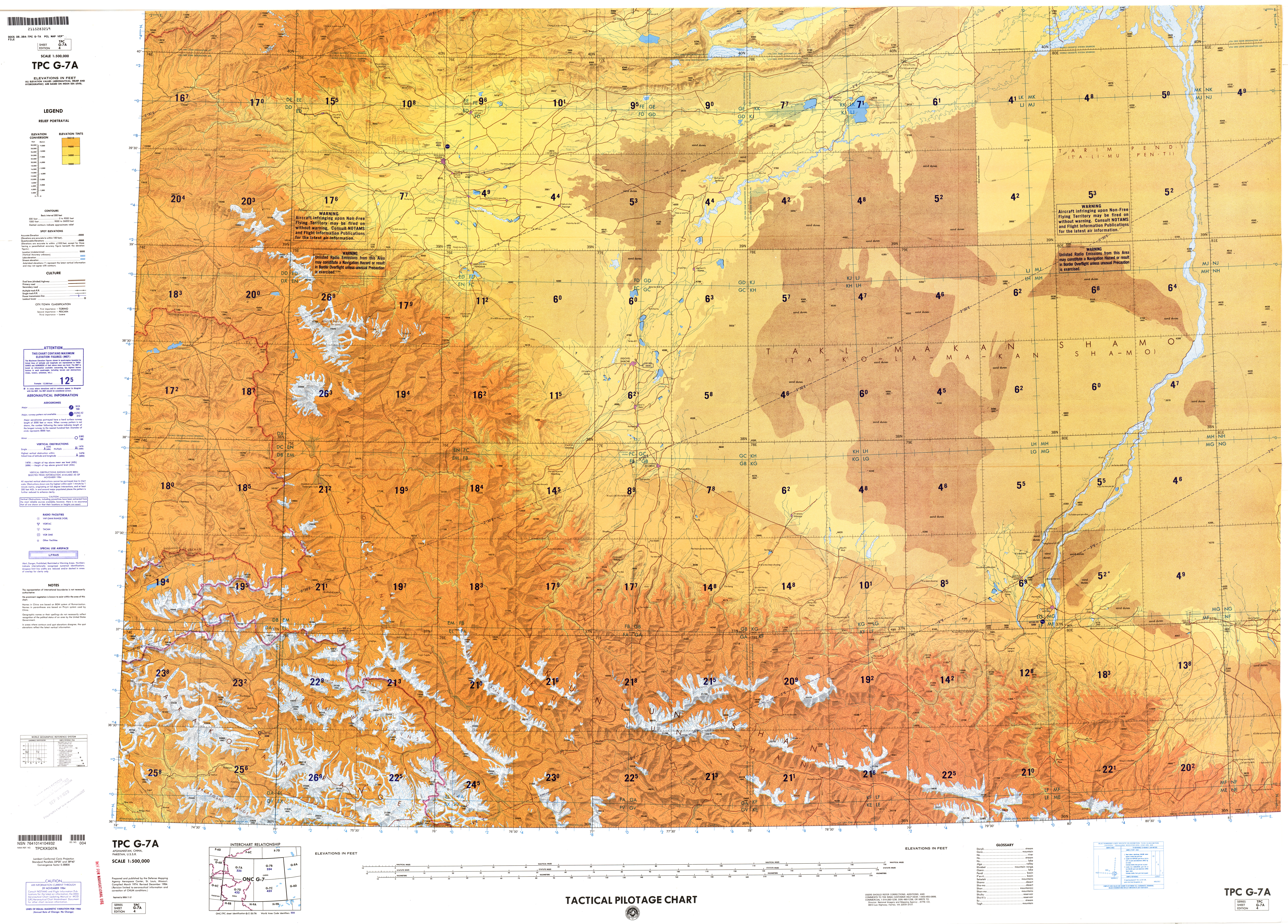
包括闊什塔格（Koxtag）的地图（DMA, 1984年）

皮山县是新疆最贫穷的县之一，位于塔克拉玛干沙漠南边，与巴基斯坦的阿扎德-克什米尔接壤。人民主要在绿洲种植棉花。汉族占皮山市总人口不到2%。皮山县居民告诉新华社，一种新的极端主义正在皮山縣發展。本月早些时候，宗教极端分子挟持并杀害一位饮酒的维吾尔族男子，因为伊斯兰教中禁止饮酒。在皮山出售酒和香烟的店主说，他们害怕极端分子的报复。
在新疆以维吾尔族为主的南部地区，维吾尔族分离主义暴力不断增加。4月18日和21日，喀什市发生两起维吾尔族人刺杀汉族人的致命事件。7月，维吾尔族袭击者占领了一个派出所并挟持人质，与警方对峙，最终导致18人死亡。同一个月，一群在巴基斯坦培训的维吾尔族青年在喀什的一辆车上持刀和简易爆炸装置杀害14人。

## 事件
一支由15名年轻男子和他们妻子组成的队伍在前往巴基斯坦圣战营地途中於12月28日晚上11点在阔什塔格镇挟持两名牧羊人，并强迫牧羊人当他们的向导。阔什塔格镇农业合作社的几名工人目睹挟持事件。在边境村庄穆卡拉，牧羊人告知当地警方该队伍的意图。五名警察在皮山警察局副局长阿迪尔·阿布杜维利的领导下，试图说服该队伍放弃他们的计划，同时就释放牧羊人一事进行谈判。而该队伍与警方发生争执，当阿布杜维利碰到其中一名男子的妻子时，一名挟持者将阿布杜维利刺死，并打伤另一名警察。据当地居民称，剩下的警察随后开枪，打死7名挟持者，打伤其中4人。两名人质被安然无恙的救出。政府没有公布挟持者的种族，只说他们是少数民族；接受自由亚洲电台采访的皮山居民证实他们是维吾尔族人。穆卡拉村村长的非正式说法是，被打死的7人中，其中两人名叫是阿布力克木·阿布卡迪尔(Ablikim Abduqadir)和赫比布拉·阿卜杜卡迪尔(Hebibulla Abduqadir)。赫比布拉·阿卜杜卡迪尔曾于三个月前在阿图什市进行过非法宗教活动。

## 反应
世界维吾尔代表大会发言人迪里夏提在12月29日表示，劫持者对警方搜查私人住宅来寻找伊斯兰极端主义宣传资料而感到“愤怒”，并将警方的袭击解释成“当地维吾尔族人民（无法）再承受压力”所导致的问题。 迪里夏提质疑死亡人数，他的消息来源表示挟持者中有9到10人死亡，而不是7人。 另一方面，新疆政府发言人侯汉民表示，挟持者是“恐怖分子”。警方正在调查这起事件时，没有公布挟持者的更多细节。12月31日，中共新疆党委书记张春贤承诺会“维护地区稳定”，鼓励新疆民众参与打击“外国宗教渗透”和“有组织恐怖袭击”。新浪微博的用户普遍支持被杀害的警察。